# Belciana euchlora
Belciana euchlora là một loài bướm đêm trong họ Noctuidae.